# Europe in Winter
Europe in Winter este un roman științifico-fantastic din 2016 scris de autorul englez Dave Hutchinson.  Este al treilea roman din seria The Fractured Europe. În 2017 Europe in Winter a câștigat Premiul BSFA pentru cel mai bun roman. 
Rudi, fostul bucătar-șef și spion din romanele anterioare, revine într-o misiune de descoperire a adevărului - într-o Europă fracturată complet modificată de dezvăluirea publică a Comunității.

## Prezentare
Uniunea Europeană s-a prăbușit. Comunitatea este acum cea mai mare națiune din Europa; trenurile merg acolo din Londra și Praga. Este o eră a păcii și prosperității fără precedent. Nu este niciun  motiv pentru uriașa indignare teroristă.  Comunitatea și Europa se întâlnesc în secret, pentru a schimba ostateci. Rudi vrea să afle cine este Les Coureurs des Bois. Împreună cu o echipă plină de drogați, mafioți și agenți adormiți⁠(en)[traduceți], Rudi își propune să dezlege misterul - doar pentru a descoperi că adevărul este atât de aproape de casă și atât de departe încât nimeni nu și-ar putea imagina.